# Playing by Heart
Playing by Heart is een Amerikaanse komedie-dramafilm uit 1998 onder regie van Willard Carroll.

## Verhaal
De film volgt elf mensen in Los Angeles die op een bepaalde manier met elkaar verbonden zijn. Paul produceert een kookshow van Hannah en is niet gediend van haar bemoeienis met zijn leven, al helemaal niet wanneer ze vraagt naar een affaire die hij vermoedelijk heeft. Mark is stervende aan aids en neemt afscheid van zijn moeder. Trent probeert Meredith te imponeren, maar zij zoekt momenteel niet naar een man. Joan zet haar zinnen op Keenan. Hugh vertelt tragische verhalen aan vrouwen in bars.

## Rolverdeling
| Acteur           | Personage |
| ---------------- | --------- |
| Gillian Anderson | Meredith  |
| Ellen Burstyn    | Mildred   |
| Sean Connery     | Paul      |
| Anthony Edwards  | Roger     |
| Angelina Jolie   | Joan      |
| Jay Mohr         | Mark      |
| Ryan Phillippe   | Keenan    |
| Dennis Quaid     | Hugh      |
| Gena Rowlands    | Hannah    |
| Jon Stewart      | Trent     |
| Madeleine Stowe  | Gracie    |

Kellie Waymire, Nastassja Kinski, Alec Mapa, Amanda Peet en Michael Emerson hebben ook rollen in de film. Hilary Duff speelt een kleine ongenoemde rol.

## Prijzen en nominaties
| Jaar | Prijs       | Categorie                        | Genomineerde(n) | Uitslag     |
| ---- | ----------- | -------------------------------- | --------------- | ----------- |
| 1998 | NBR Awards  | Breakthrough Performance Actress | Angelina Jolie  | Gewonnen    |
| 1998 | Gouden Beer | Beste Speelfilm                  | Willard Carroll | Genomineerd |